# Proprioseiopsis vulgaris
Proprioseiopsis vulgaris är en spindeldjursart som först beskrevs av Schuh 1960.  Proprioseiopsis vulgaris ingår i släktet Proprioseiopsis och familjen Phytoseiidae. Inga underarter finns listade i Catalogue of Life.